# Plectocomiinae
Sous-tribu
Genres de rang inférieur
- Plectocomia
- Myrialepis
- Plectocomiopsis

Plectocomiinae est une sous-tribu de plantes à fleurs appartenant à la sous-famille des Calamoideae (et tribu des Calameae) dans  la grande famille des Arecaceae . Cette sous-tribu de palmiers à port lianescent contient les genres ci-dessous, que l’on trouve principalement en Asie du Sud-Est.

## Genres
Selon GRIN
- Myrialepis Becc.
- Plectocomia Mart. Ex Blume
- Plectocomiopsis Becc.

## Classification
- Famille : Arecaceae
  - Sous-famille : Calamoideae
    - Tribu : Calameae
      - Sous-tribu : Plectocomiinae[1]

## Galerie

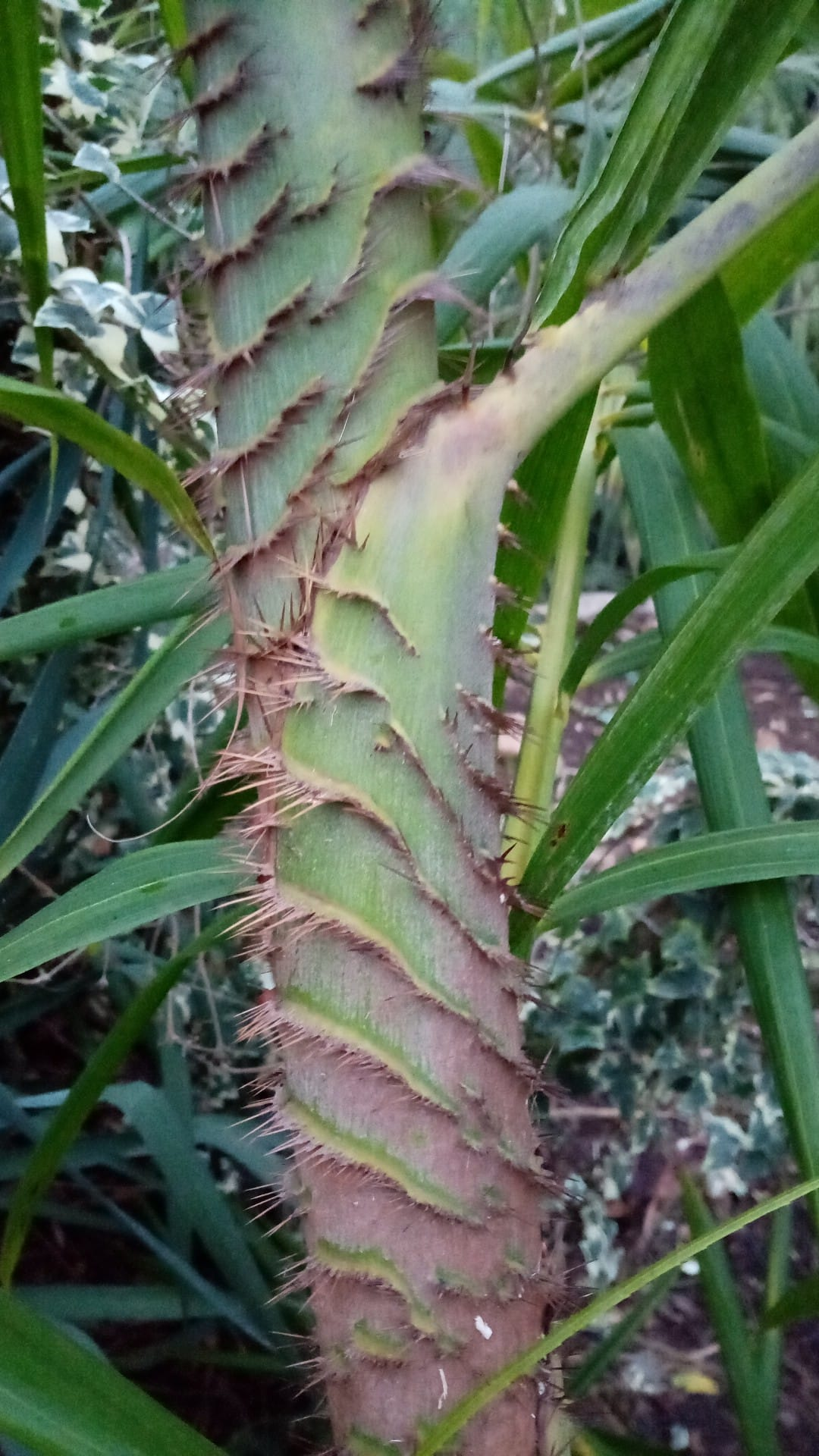
Plectocomia himalayana
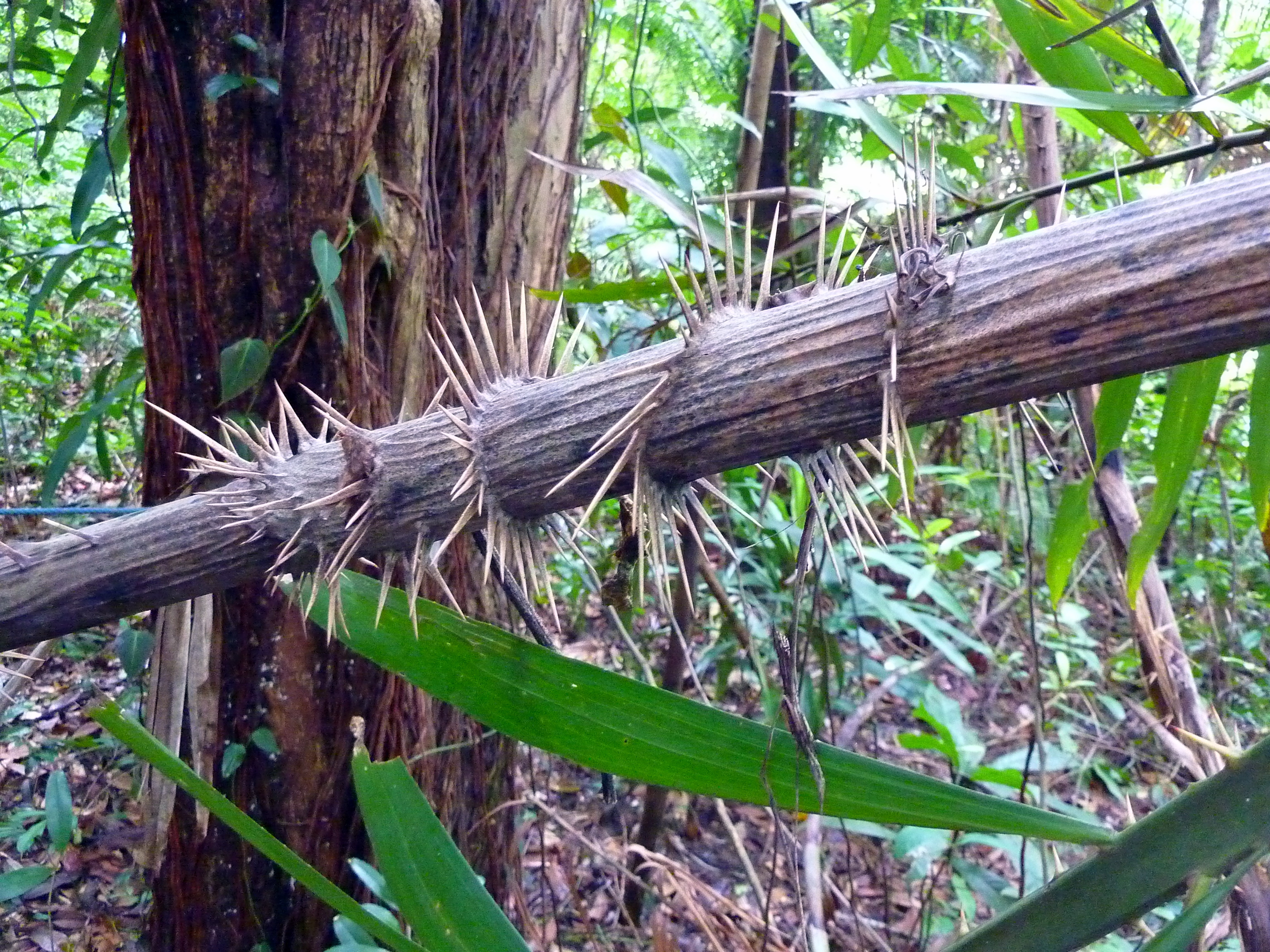
Myrialepis paradoxa

## voir aussi
- Classification des Arecaceae